# Selbstbildnis mit Zigarette
Selbstbildnis mit Zigarette (auch Selbstporträt mit Zigarette, norwegisch Selvportrett med sigarett) ist ein Gemälde von Edvard Munch aus dem Jahr 1895. Es zeigt den norwegischen Maler mit einer Zigarette in der Hand inmitten von Rauchschwaden. Das Bild gilt als eines der ersten bedeutenden Selbstbildnisse des Künstlers.

## Bildbeschreibung
In einem Raum voll bläulichem Rauch, verursacht von einer brennenden Zigarette, die der Künstler in seiner rechten Hand hält, steht Munch im Viertelprofil, den Körper unterhalb der Hüfte abgeschnitten, mit dem Betrachter zugewandtem Gesicht. Das Gesicht und die Kopfform sind laut Tone Skedsmo „kräftig modelliert“, der Mund unter dem Schnurrbart fein gemalt. Der Maler blickt starr und nachdenklich, möglicherweise sogar überrascht. Gesicht und Körperhaltung strahlen Ruhe aus und wecken den Eindruck von „Selbstbewusstsein und Willensstärke“. Dagegen scheint die Hand, die die Zigarette hält, nervös und zitternd. Sie bildet das Zentrum des Bildes und liegt auf der Brust des Künstlers in der Höhe seines Herzens. Munch greift hierbei eine lange Tradition von Selbstbildnissen auf, die die Künstlerhand besonders hervorheben.
Das Bild ist mit grobem Pinsel und stark verdünnten Farben gemalt. Am unteren Bildrand ergeben sich Tropfspuren. Andere Stellen wirken, als habe Munch die Farbe mit einem Lappen verrieben. Durch die dünne Farbe ist die Struktur der Leinwand sichtbar. An einigen Stellen, etwa im Hemdkragen, liegt die Grundierung offen. Die bestimmende Farbe ist Blau mit Nuancen von Braun und Gelb. Das Inkarnat von Gesicht und Hand wird durch kräftige gelbe Farbtöne hervorgehoben, so dass die Hautpartien beinahe zu leuchten scheinen. Nur sie liegen im Licht, so dass der Maler für Tone Skedsmo wirkt wie eine „Erscheinung“, die aus einem „rätselhaften Bildraum“ tritt. Auch für Sue Prideaux erscheint Munch wie ein Geist aus dem Rauch. John B. Ravenal vergleicht den Lichteinfall von unten mit einer dramatischen Theaterbeleuchtung. Für Ellen J. Lerberg verleiht diese Beleuchtung zusammen mit dem „diffusen Hintergrund“ dem Bild „einen starken Hauch von Geheimnis“.

## Bildgeschichte
Edvard Munch war 31 Jahre alt, als er das Selbstbildnis mit Zigarette 1895 in Paris malte. Laut Nic. Stang entstand es in einer Phase, als Munch erstmals Erfolg und Anerkennung für seine Arbeiten erfuhr und das Gefühl hatte, ein „Weltmann“ zu sein. Reinhold Heller beschrieb die Pose im Bild als die eines „Aristokraten der Seele“, der „in schweigend-melancholischer und überlegener Kontemplation seine Kunst hervorbringt“. Dabei nehme Munch die Stimmung von Nacht in Saint-Cloud wieder auf, ein Gemälde, das 1890 auf Munchs erster Frankreichreise entstand und den Künstler „in einer dem Alltagsleben entrückten Welt im blauen Dunstschleier des Todes“ zeigt. Das Selbstbildnis mit Zigarette weist jedoch auch Einflüsse der Künstler-Bohème auf, die sich Anfang der 1890er Jahre in Berlin um das Lokal Zum schwarzen Ferkel gebildet hatte, und der Munch ebenso angehörte wie Stanisław Przybyszewski, Dagny Juel (zu deren Beziehung zu Munch siehe beim Gemälde Eifersucht) und August Strindberg. Insbesondere das Interesse des Letzteren an Übersinnlichem und Okkultismus könnte die Stimmung des Bildes beeinflusst haben.

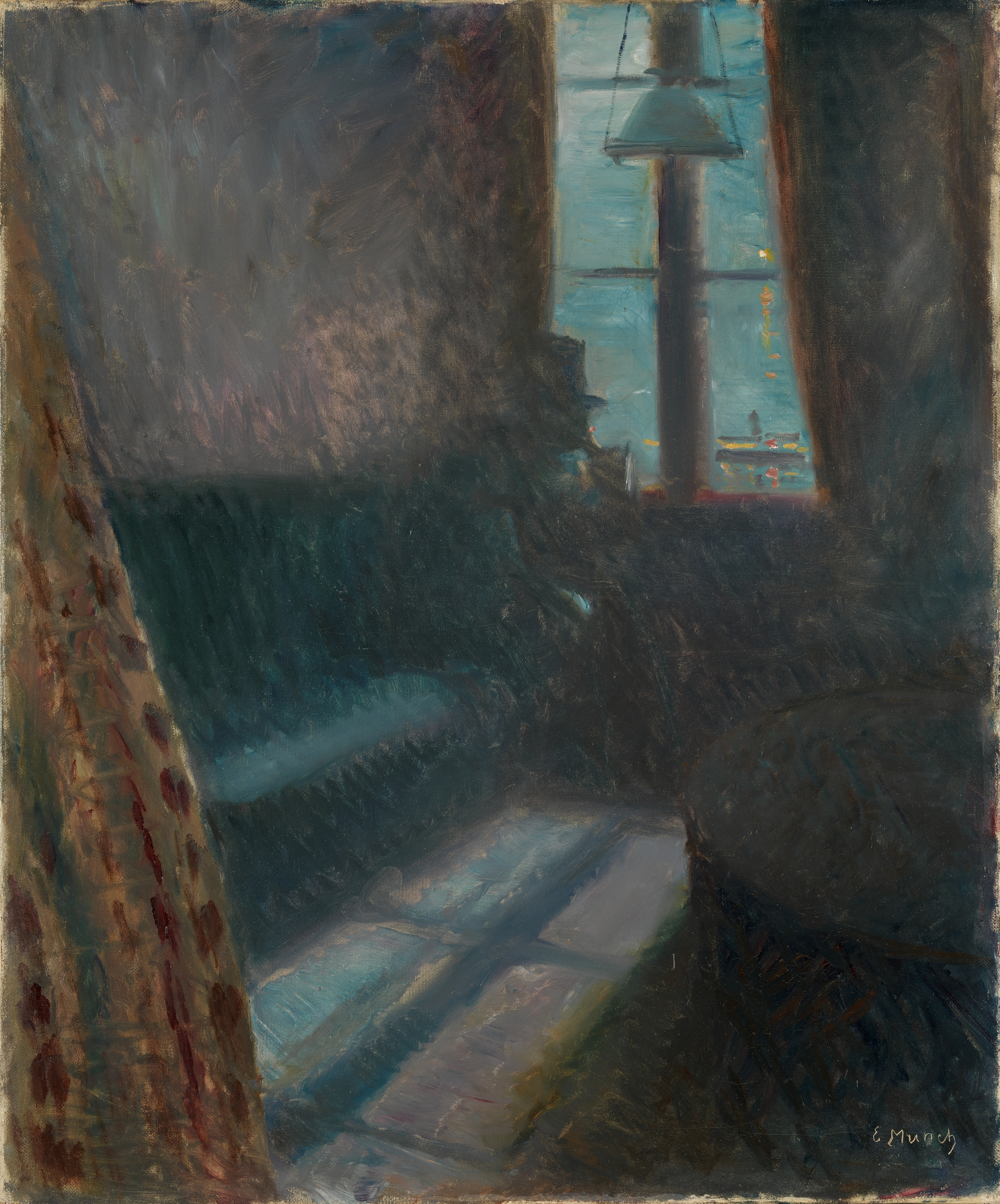
Nacht in Saint-Cloud (1890), Öl auf Leinwand, 64,5 × 54 cm, Norwegische Nationalgalerie
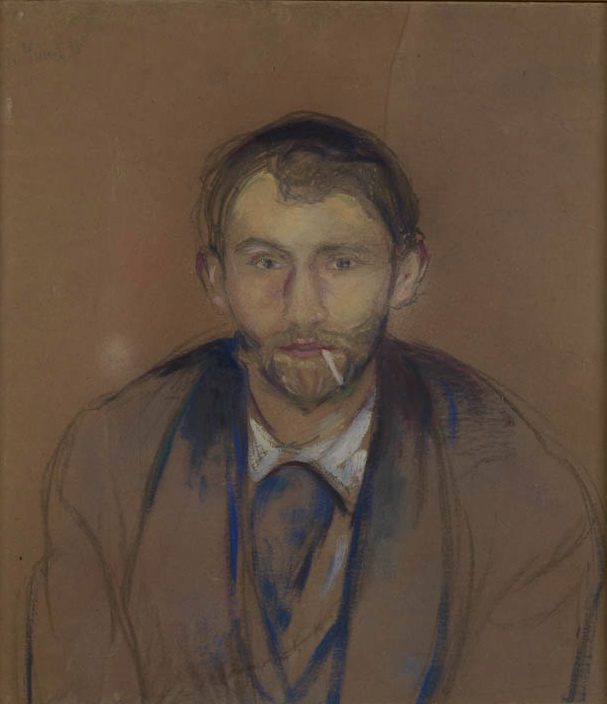
Stanisław Przybyszewski (1895), Öl und Tempera auf Karton, 62,5 × 55,5 cm, Munch-Museum Oslo
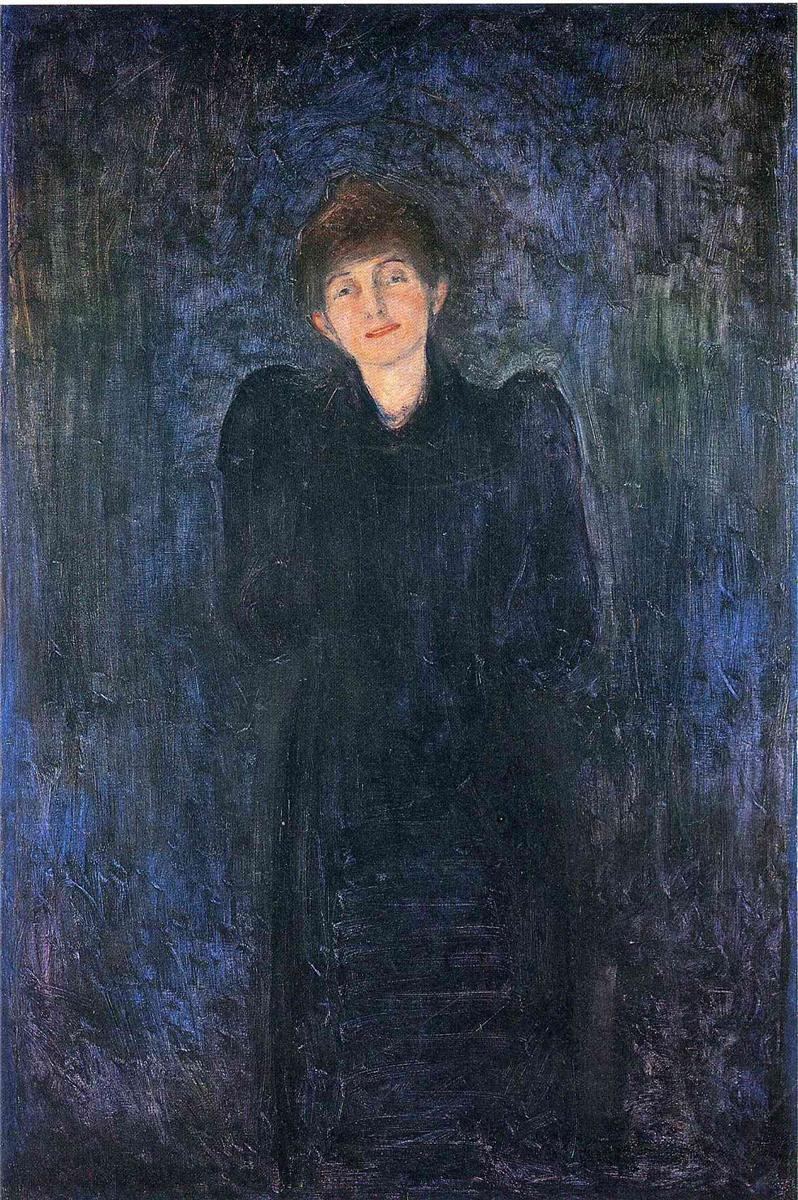
Dagny Juel Przybyszewska (1893), Öl auf Leinwand, 158 × 112 cm, Munch-Museum Oslo
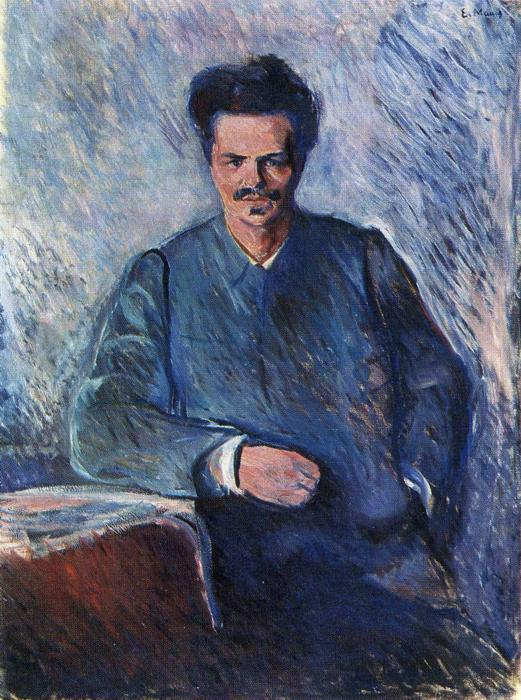
August Strindberg (1892), Öl auf Leinwand, 122 × 91 cm, Moderna Museet Stockholm

Die Zigarette in Munchs Hand wurde unterschiedlich gedeutet, so von Reinhold Heller als quasi-naturalistische Erklärung des einhüllenden symbolistischen Rauchs oder von Dolores Mitchell als Zeichen sexueller Potenz. Sie ist aber auch ein weiterer Verweis auf Munchs Vergangenheit in den Künstler-Cafés in Kristiania und Berlin. Zigarettenkonsum war in den frühen 1890er Jahren in Norwegen noch nicht weit verbreitet und wurde laut Patricia G. Berman weitgehend mit sozialer Abweichung, Bohème, Dekadenz und Tod assoziiert. Insofern dient die Zigarette in Munchs Selbstbildnis auch als Symbol der Auflehnung gegen soziale und ästhetische Normen, der Ablehnung von bürgerlichen Werten und Annahme der Rolle als sozialer Außenseiter. Mit dem Motiv griff Munch vermutlich auch auf bekannte Vorläufer zurück wie etwa Strindbergs fotografisches Selbstporträt mit einer Zigarette aus dem Jahr 1886 oder Paul Gavarnis Lithografie Selbstporträt mit einer Zigarette aus dem Jahr 1842.

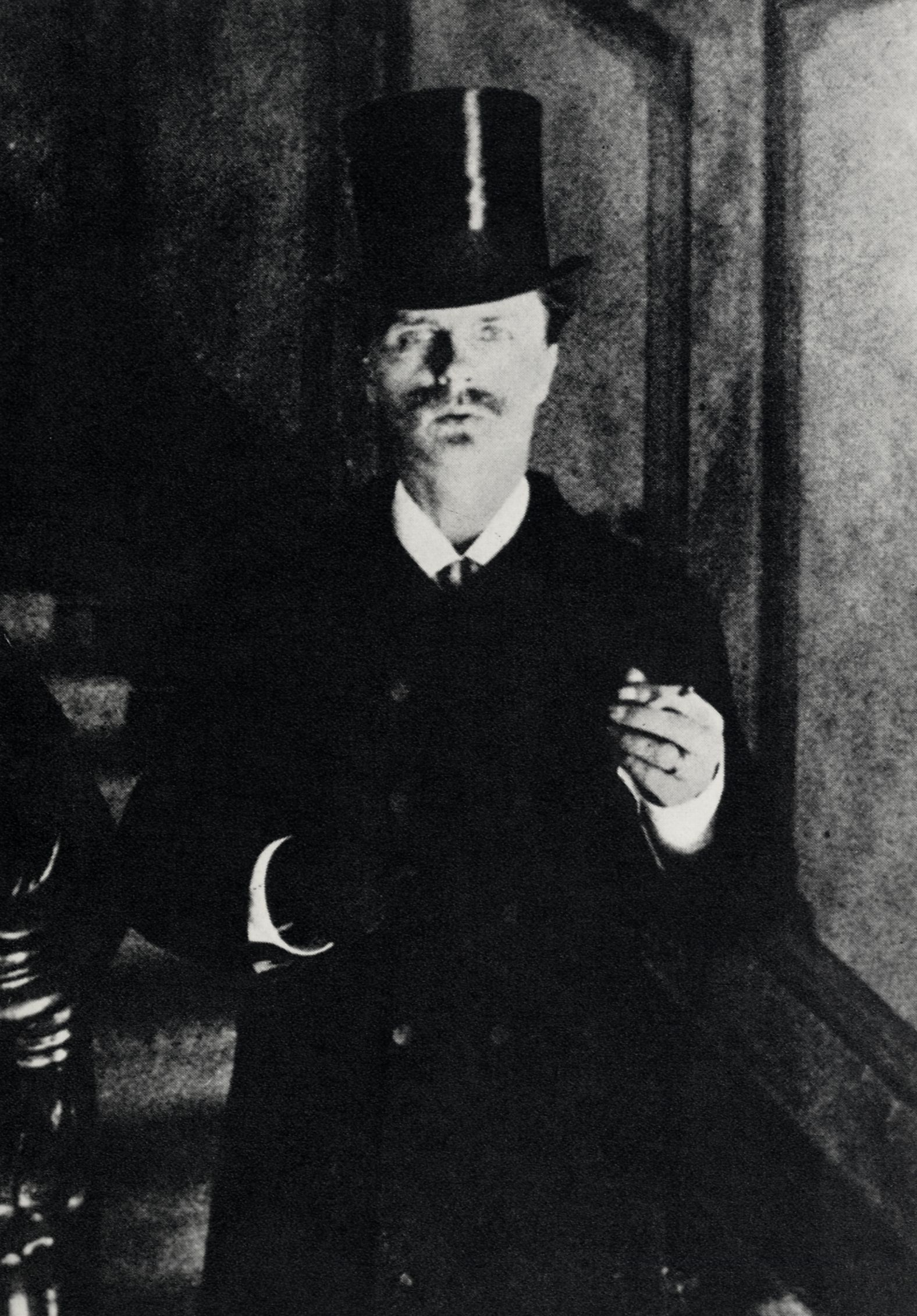
August Strindberg: Selbstporträt (1886), Fotografie.
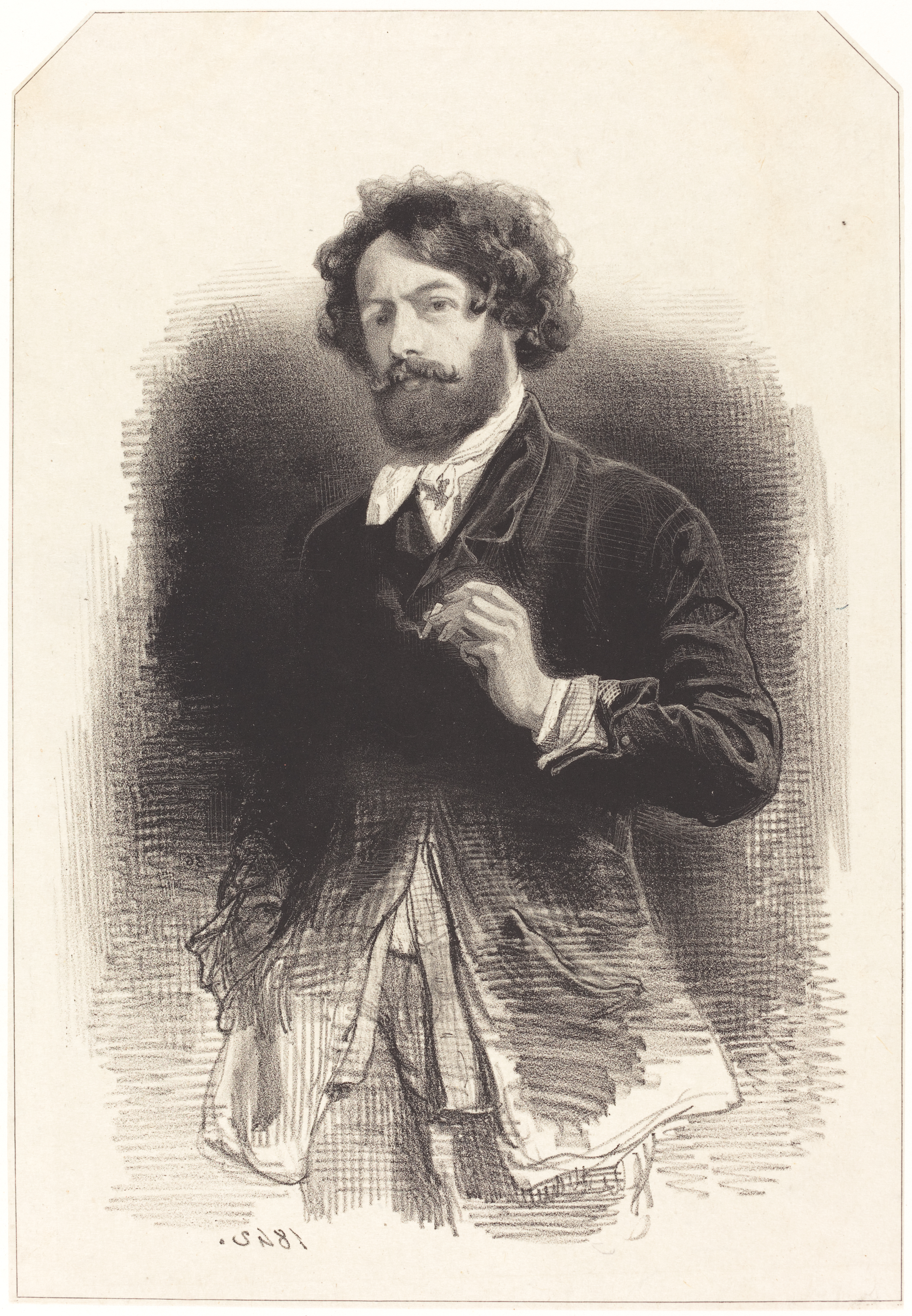
Paul Gavarni: Selbstporträt mit einer Zigarette (1842), Lithografie, 22,5 × 15,5 cm, National Gallery of Art, Washington.

In Munchs subjektiv geprägter Kunst mit ihrem starken Bezug auf eigene Erlebnisse und Erfahrungen spielen Selbstbildnisse durchgängig eine wichtige Rolle. Sie sind laut Ulrich Bischoff ein „schonungsloses Instrument der Selbstbefragung“ und in ihrer Bedeutung mit Munchs Hauptwerken auf eine Stufe zu stellen. Schon in den 1880er Jahren, als der junge Maler noch seinen Stil suchte, entstanden laut Arne Eggum „einige durchstudierte und ausdrucksvolle Selbstportraits“. Seine wenigen Selbstbildnisse in den Jahren 1892 bis 1895 in Berlin sind laut Tone Skedsmo Zeugnisse eines Kampfes in künstlerischer wie persönlicher Hinsicht. Diesen Kampf scheint der Künstler im Selbstbildnis mit Zigarette überwunden zu haben. Gemeinsam mit der Lithografie Selbstbildnis mit Skelettarm aus dem gleichen Jahr sind es laut Eggum Munchs erste „wirkliche Meisterwerke des Selbstportraits als Kunst-Genre“.

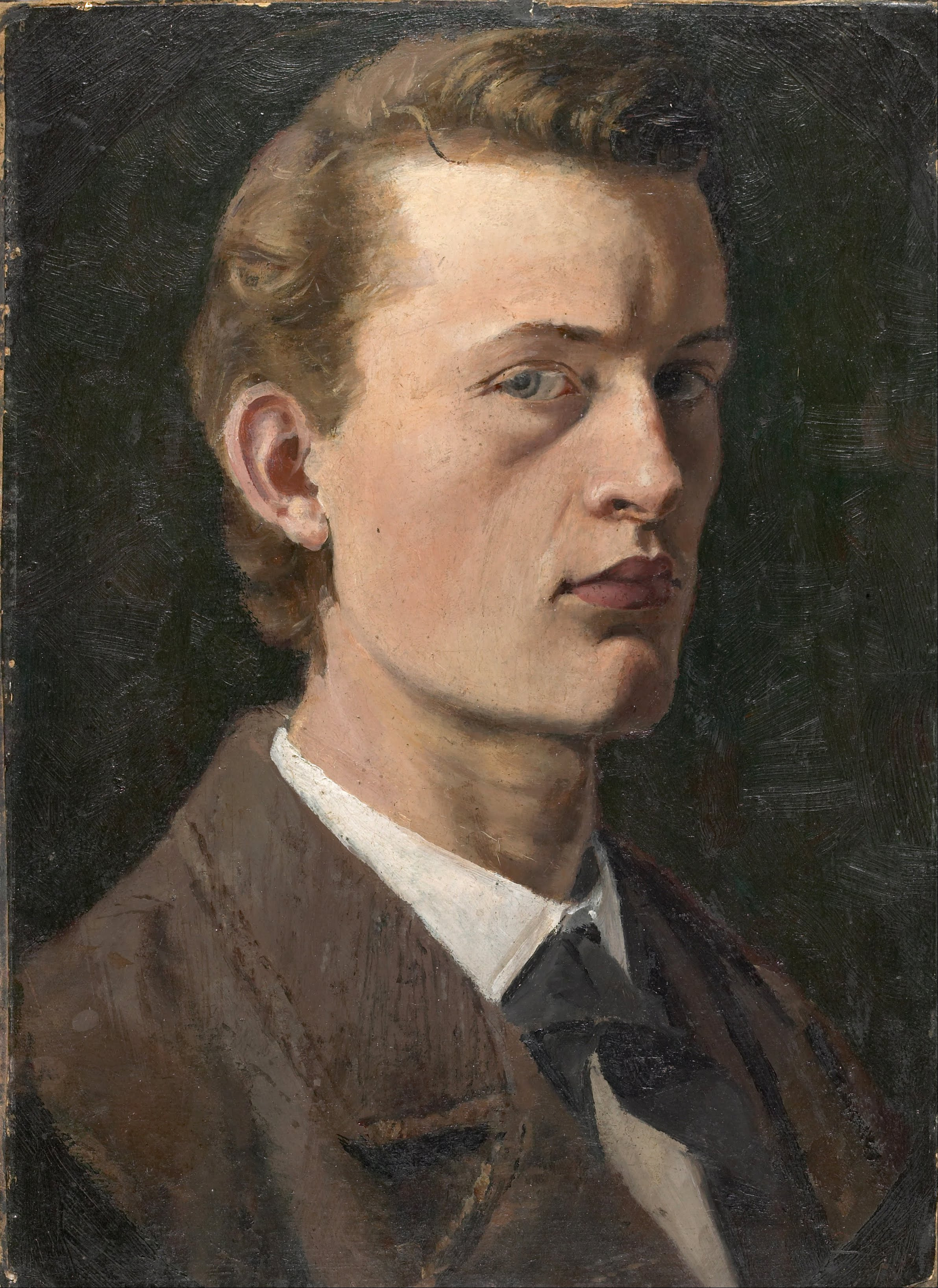
Selbstbildnis (1882), Öl auf Leinwand, 26 × 19 cm, Munch-Museum Oslo
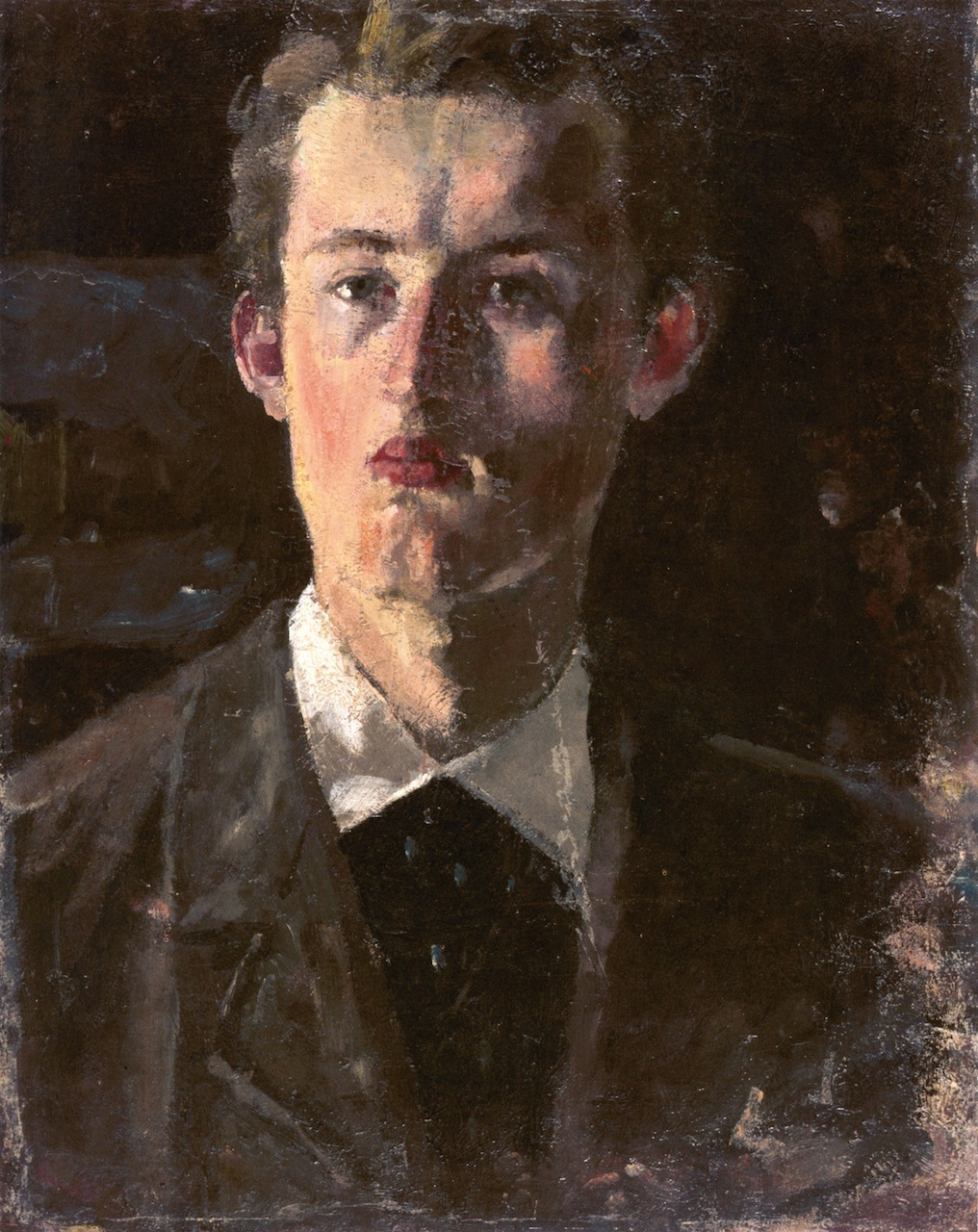
Selbstbildnis (1882/83), Öl auf Leinwand, 43,5 cm × 35,5 cm, Stadtmuseum Oslo
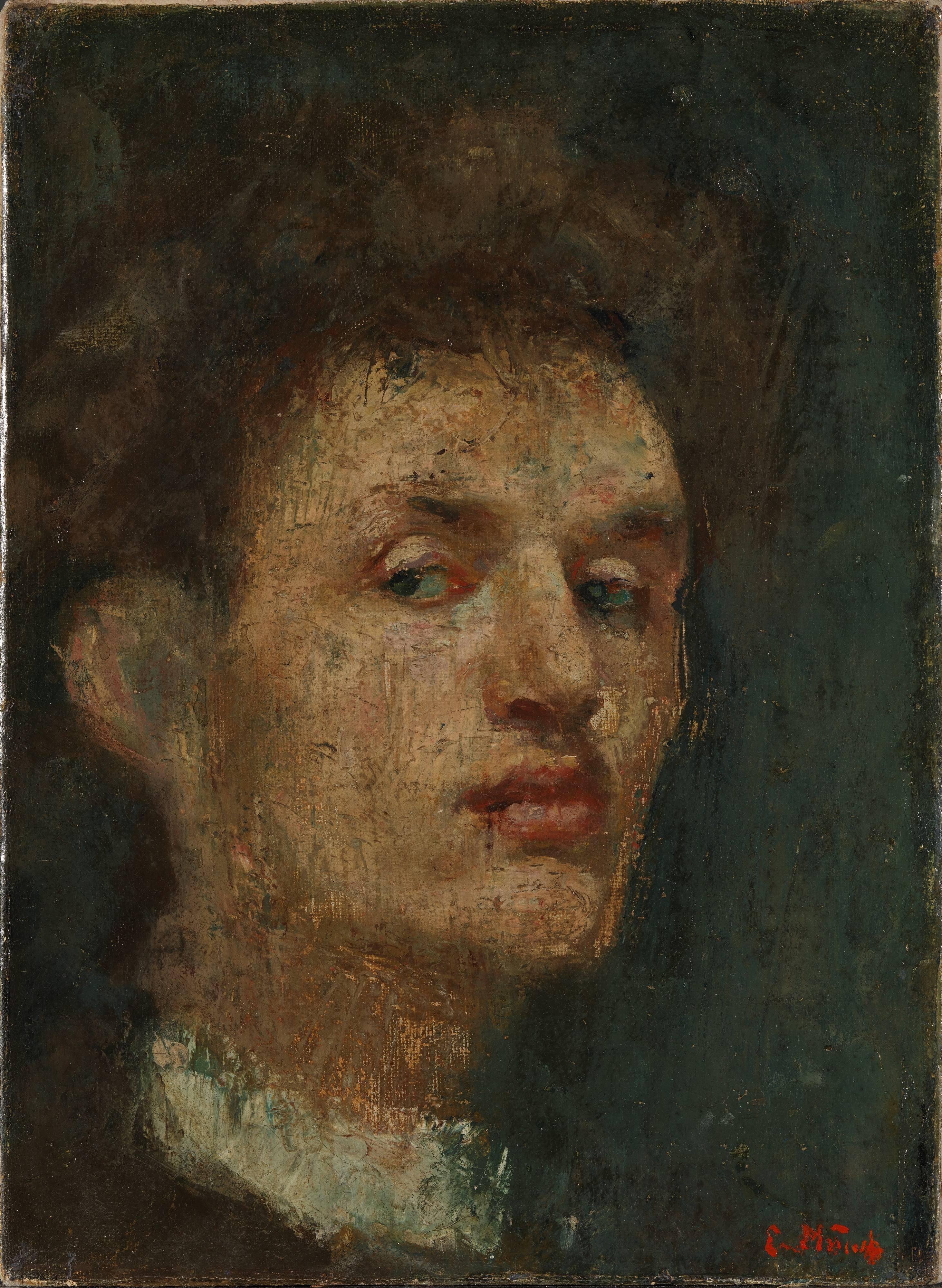
Selbstbildnis (1886), Öl auf Leinwand, 33 × 24,5 cm, Norwegische Nationalgalerie Oslo
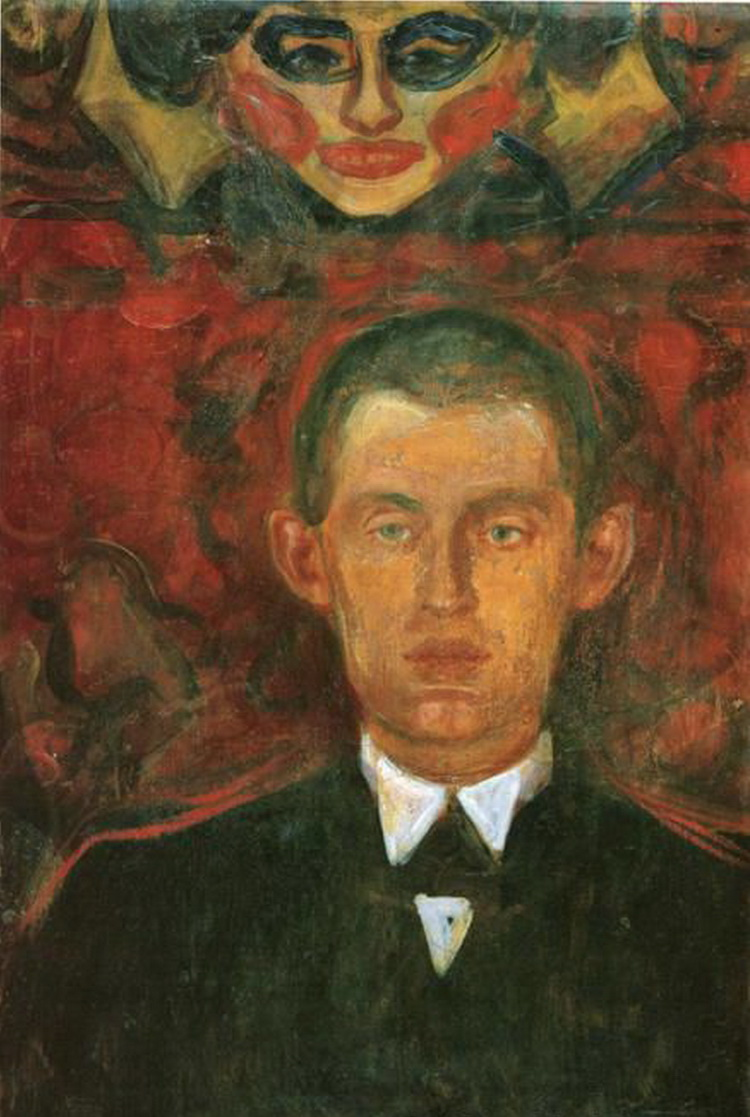
Selbstbildnis unter einer Frauenmaske (1893), Tempera auf Holztafel, 69 × 43,5 cm, Munch-Museum Oslo
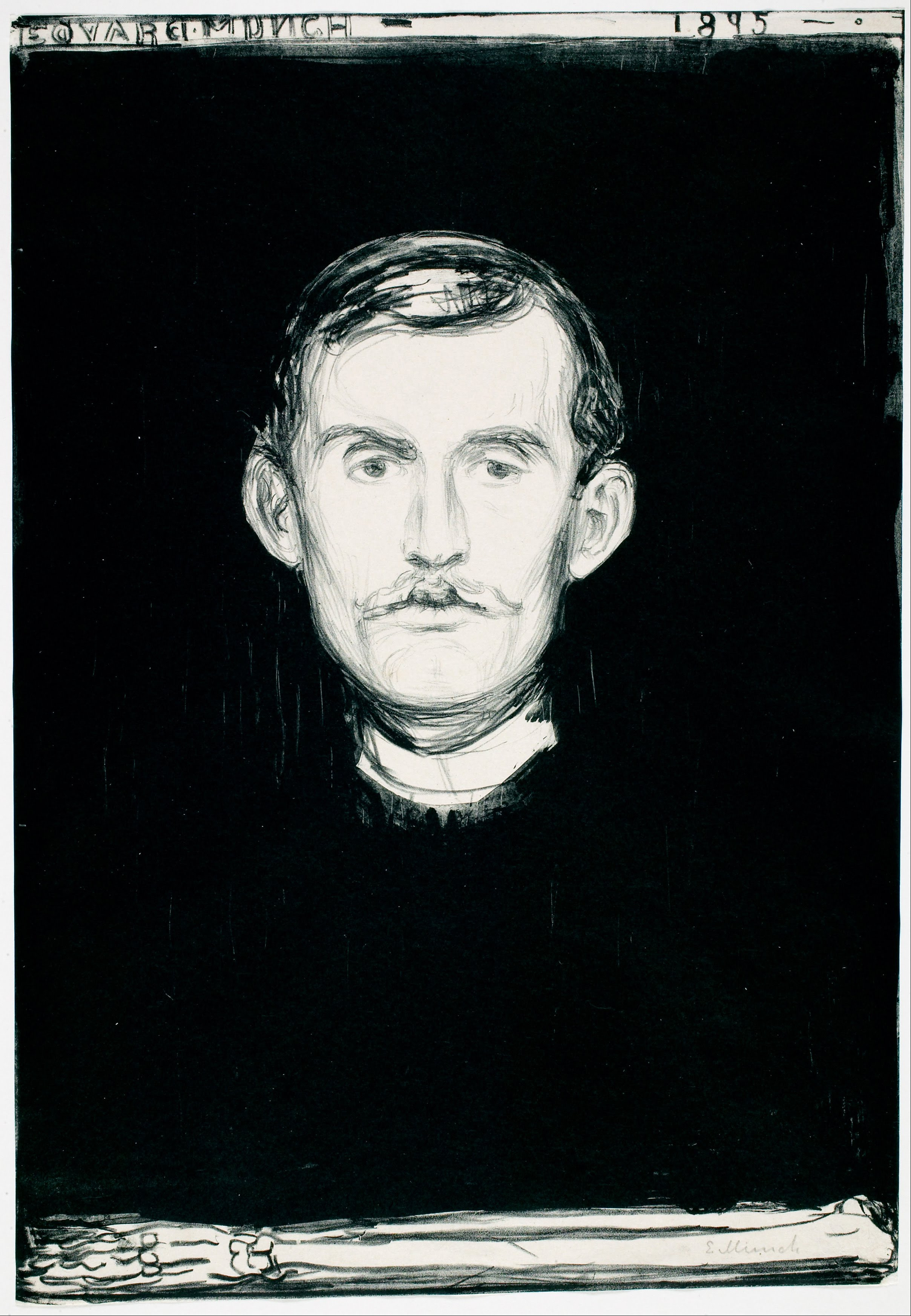
Selbstbildnis mit Skelettarm (1895), Lithografie, 45,8 × 31,4 cm, Munch-Museum Oslo

Munch stellte das Selbstbildnis mit Zigarette im Oktober 1895 im Rahmen seiner ersten großen Einzelausstellung in der Galerie Blomqvist in Kristiania, dem heutigen Oslo, aus. Andere gezeigte Bilder waren Der Schrei, Vampir und Madonna. Munch plante sein Selbstbildnis neben dem Ganzkörperporträt der von ihm verehrten Dagny Juel zu positionieren, gewissermaßen als doppelte „Hochzeitporträts“. Auf Intervention ihres Vaters hängte er Juels Bild allerdings wieder ab. Die Ausstellung führte zu einer heftigen Debatte und scharfer Kritik vonseiten der konservativen norwegischen Presse. Insbesondere das Selbstbildnis mit Zigarette wurde negativ besprochen und stand auch im Mittelpunkt eines persönlichen Angriffs des Medizinstudenten Johan Scharffenberg auf Munchs geistige Gesundheit: „Wie [Munchs] Selbstbildnis demonstriert, ist er keinesfalls ein normaler Mensch. Wenn ein Künstler abnormal ist, überschattet das seine gesamte Kunst.“ Ganz anders beschrieb der dänische Kritiker Helge Rode Munch in seinem Selbstbildnis als einen „noblen Kopf“. Die Angriffe führten zu einer Gegenreaktion norwegischer Künstlerkollegen, die sich bei der Norwegischen Nationalgalerie für einen Ankauf von Munchs Werken einsetzten. Zusammen mit einigen anderen Werken erwarb die Nationalgalerie das Selbstbildnis mit Zigarette noch 1895 direkt vom Künstler und hält es bis heute in ihrem Besitz.
In den Jahren 1908 und 1909 kehrte Munch mit einer Zeichnung und einer Lithografie zum Thema Selbstporträt mit Zigarette/Zigarre zurück. Zusätzlich entstand zwischen 1907 und 1909 im Rahmen von Munchs Experimenten mit der Fotografie eine fotografische Neugestaltung des Selbstbildnisses.

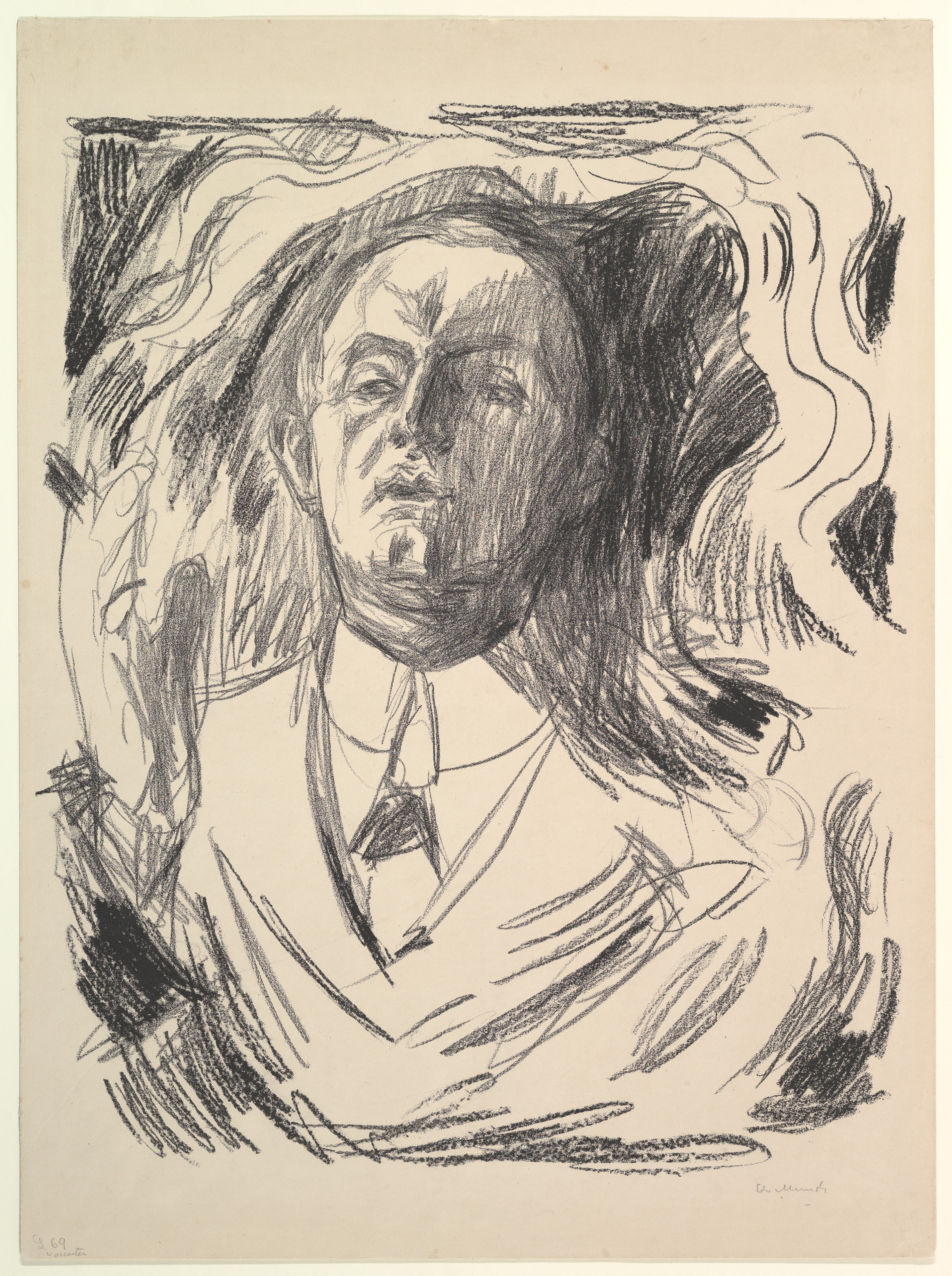
Edvard Munch: Selbstporträt mit Zigarre (1908/09), Lithografie, 56,7 × 45,6 cm, Metropolitan Museum of Art New York